# 缺萼枫香树
缺萼枫香树（学名：Liquidambar acalycina），为金缕梅科枫香树属下的一个植物种。
落叶乔木，高约25米，树皮黑褐色；小枝无毛，有皮孔，干后黑褐色。叶阔卵形，掌状3裂，长8一13厘米，宽8一15厘米，中央裂片较长，先端尾状渐尖，两侧裂片三角卵形，稍平展；上下两面均无毛，暗晦无光泽，或幼嫩时基部有柔毛，下面有时稍带灰色；掌状脉3—5条，在上面很显著，在下面突起，网脉在上下两面均明显；边缘有锯齿，齿尖有腺状突；叶柄长4—8厘米；托叶线形，长3一10毫米，着生于叶柄基部，有褐色绒毛。
雄性短穗状花序多个，排成总状花序，花序柄长约3厘米，花丝长1.5毫米，花药卵圆形。雌性头状花序，单生于短枝的叶腋内，有雌花15—26朵，花序柄长约3—6厘米，略被短柔毛；萼齿不存在，或为鳞片状，有时极短，花柱长5—7毫米，被褐色短柔毛，先端卷曲。头状果序宽2.5厘米，干后变黑褐色，疏松易碎，宿存花柱粗而短，稍弯曲，不具弯齿；种子多数，褐色，有棱。
该树分布于中国四川、安徽、湖北、江苏、浙江、江西、广东、广西及贵州等省区。多生于海拔600米以上的山地和常绿树混交。
木材可用于建筑及家具制造。